# Strada statale 310 del Bidente
La ex strada statale 310 del Bidente (SS 310), ora strada provinciale 310 del Bidente (SP 310) in Toscana e strada provinciale 4 R del Bidente (SP 4 R) in Emilia-Romagna, è una strada provinciale italiana che prende il nome dal fiume che segue lungo il suo tracciato.

## Percorso
La strada ha origine nel comune di Poppi, distaccandosi dalla ex strada statale 70 della Consuma. Durante la prima parte del tracciato risale il percorso dell'Arno, passando per Pratovecchio e Stia, dove si innesta la strada statale 556 Londa-Stia.
A questo punto la strada inizia a salire d'altitudine, entrando nel parco nazionale delle Foreste Casentinesi, fino a raggiungere il passo la Calla (1.296 m s.l.m.), varcato il quale la SS 310 entra in Emilia-Romagna.
La strada inizia quindi a percorrere la valle del Bidente, toccando i centri di Santa Sofia, Galeata, Civitella di Romagna e Meldola. Giunta ormai in pianura, la strada si avvicina a Forlì entrando nel centro urbano come via Decio Raggi. Una sua diramazione raggiunge invece la località Ronco, costeggiando l'aeroporto.
In seguito al decreto legislativo n. 112 del 1998, dal 2001 la gestione del tratto toscano è passata dall'ANAS alla Regione Toscana che ha provveduto al trasferimento dell'infrastruttura al demanio della Provincia di Arezzo; la gestione del tratto romagnola è passata alla Regione Emilia-Romagna, che ha provveduto al trasferimento dell'infrastruttura al demanio della Provincia di Forlì-Cesena.